# Mirosław Jabłoński (trener)
Mirosław Korneliusz Jabłoński (ur. 16 września 1950 w Warszawie) – polski piłkarz, trener i działacz piłkarski.
Pracował m.in. w Legii Warszawa, z którą zdobył Puchar Polski, Zagłębiu Lubin, Amice Wronki i Wiśle Płock. Od kwietnia do sierpnia 2006 roku pełnił obowiązki prezesa Zagłębia Lubin, następnie był wiceprezesem tego klubu. 27 września tego samego roku Rada Nadzorcza odwołała go z tego stanowiska. W 2007 roku został trenerem Łódzkiego Klubu Sportowego. W 2008 roku został zwolniony z funkcji trenera ŁKS. Zastąpił go Marek Chojnacki. Od 2 czerwca ponownie objął funkcję trenera Wisły Płock.
Od początku maja 2010 pierwszy trener Górnika Łęczna, zastąpił na tym stanowisku Tadeusza Łapę.

## Kariera piłkarska
Mimo iż jest wychowankiem Legii Warszawa, to nigdy nie grał w jej pierwszej drużynie. Występował w klubach niższych lig: ZWAR-ze Międzylesie, AZS AWF Biała Podlaska i AZS AWF Warszawa.

## Kariera szkoleniowa
Trenerską przygodę zaczynał jako szkoleniowiec juniorów w warszawskiej Agrykoli i reprezentacji Warszawy. Pracę z najmłodszymi kontynuował w latach 1990–1994 jako selekcjoner reprezentacji narodowej U-16 i U-18.
W połowie lat 90. trafił do Legii Warszawa, najpierw jako asystent Pawła Janasa, który w sezonie 1995–1996 doprowadził ją do ćwierćfinału Ligi Mistrzów. W czerwcu 1996 roku Janas zrezygnował, a nowym trenerem został Władysław Stachurski. Jednak z powodu jego niedyspozycji zdrowotnych zespół prowadził Jabłoński na spółkę z Lucjanem Brychczym i pod koniec rozgrywek 1996–1997 zdobył z nim Puchar Polski. Jabłoński został zwolniony po pierwszych dwudziestu pięciu kolejkach kolejnego sezonu.
Przez trzy lata pracował w Zagłębiu Lubin. Najpierw zajął z nim ósme miejsce w lidze, później dwa razy piąte.
Od początku sezonu 2001–2002 został szkoleniowcem Amiki Wronki, którą doprowadził do trzeciego miejsca w tabeli i startu w Pucharze UEFA. Po słabszych wynikach w lidze w następnym sezonie został ponownie (wcześniej w Zagłębiu) zastąpiony przez Stefana Majewskiego.
Szybko znalazł zatrudnienie w Wiśle Płock. Osiągnął z tym klubem największe sukcesy w jego historii, tzn. czwarte miejsce w lidze (w sezonie 2004–2005) i finał Pucharu Polski (2002–2003).
4 lipca 2014 roku został nowym trenerem pierwszoligowego Stomilu Olsztyn. Kontrakt został podpisany na dwa lata. 24 maja 2016 władze Stomilu Olsztyn poinformowały o rozwiązaniu umowy za porozumieniem stron, powodem rozwiązania umowy były słabe wyniki zespołu. Od 15 listopada 2016 do 7 listopada 2017 trener Legionovii. 31 grudnia 2019 roku zaprezentowany jako szkoleniowiec Mazura Karczew.

## Sukcesy szkoleniowe
- Puchar Polski 1997 z Legią Warszawa
- Superpuchar Polski 1997 z Legią Warszawa
- 3. miejsce w ekstraklasie 2001/02 z Amiką Wronki
- 4. miejsce w ekstraklasie 2004/05 i finał Pucharu Polski 2003 z Wisłą Płock